# Campeonato Asiático de Atletismo de 2023 - Decatlo masculino
A prova do decatlo masculino do Campeonato Asiático de Atletismo de 2023 foi disputada nos dias 12  e 13 de julho de 2023, no Estádio Nacional, em Banguecoque, na Tailândia.

## Recordes
Antes desta competição, os recordes mundiais e do campeonato nesta prova eram os seguintes:
|                       | Nome           | Nacionalidade | Pontos | Local   | Data                   |
| --------------------- | -------------- | ------------- | ------ | ------- | ---------------------- |
| Recorde mundial       | Kevin Mayer    | França        | 9.126  | Talence | 16 de setembro de 2018 |
| Recorde do campeonato | Dmitriy Karpov | Cazaquistão   | 8.037  | Pune    | 4 de julho de 2013     |
| Recorde asiático      | Dmitriy Karpov | Cazaquistão   | 8.725  | Atenas  | 24 de agosto de 2004   |

## Medalhistas
| Ouro                | Prata                    | Bronze                 |
| Yuma Maruyama (JPN) | Sutthisak Singkhon (THA) | Tejaswin Shankar (IND) |

## Cronograma
Todos os horários são locais (UTC+7)
| Data        | Hora  | Evento                   |
| ----------- | ----- | ------------------------ |
| 12 de julho | 09:00 | 100 metros               |
| 12 de julho | 09:45 | Salto em distância       |
| 12 de julho | 11:20 | Arremesso de peso        |
| 12 de julho | 16:30 | Salto em altura          |
| 12 de julho | 19:00 | 400 metros               |
| 13 de julho | 09:00 | 110 metros com barreiras |
| 13 de julho | 09:40 | Lançamento de disco      |
| 13 de julho | 11:30 | Salto com vara           |
| 13 de julho | 16:00 | Lançamento de dardo      |
| 13 de julho | 19:40 | 1500 metros              |

## Resultado final
O resultado final foi o seguinte.
| Pos.              | Atleta                      | Nacionalidade | 100 m | SD   | AP    | SA   | 400 m | 110 m C/B | AD    | SV   | LD    | 1500 m  | PG   | Notas |
| ----------------- | --------------------------- | ------------- | ----- | ---- | ----- | ---- | ----- | --------- | ----- | ---- | ----- | ------- | ---- | ----- |
| Medalha de ouro   | Yuma Maruyama               | Japão         | 11.10 | 7.30 | 13.70 | 1.96 | 50.09 | 14.18     | 40.19 | 4.50 | 56.68 | 4:42.09 | 7745 |       |
| Medalha de prata  | Sutthisak Singkhon          | Tailândia     | 11.14 | 7.33 | 14.70 | 1.90 | 49.97 | 14.83     | 42.72 | 4.40 | 56.77 | 4:54.51 | 7626 |       |
| Medalha de bronze | Tejaswin Shankar            | Índia         | 11.30 | 7.48 | 12.39 | 2.14 | 49.57 | 14.75     | 38.14 | 3.80 | 52.70 | 4:36.18 | 7527 |       |
| 4                 | Shun Taue                   | Japão         | 11.35 | 6.95 | 12.23 | 1.75 | 51.12 | 14.65     | 37.01 | 4.40 | 57.04 | 4:35.03 | 7187 |       |
| 5                 | Cho Chia-hsuan              | Taipé Chinesa | 11.40 | 6.74 | 12.17 | 1.84 | 51.66 | 15.61     | 35.15 | 4.00 | 58.85 | 4:43.32 | 6887 |       |
| 6                 | Abdul Sajjad Saadoun Nasser | Iraque        | 11.86 | 6.80 | 12.10 | 1.99 | 50.58 | 16.10     | DNS   | –    | –     | –       | DNF  |       |
| 7                 | Sun Qihao                   | China         | 11.37 | 7.09 | 15.46 | 1.93 | 52.10 | DNS       | –     | –    | –     | –       | DNF  |       |

Legenda
| Recorde mundial       | Recorde mundial (World record)               |                       | Recorde africano                      | Recorde africano (African) |                                           | Q | Classificado por posição (Qualified) |
| Recorde do campeonato | Recorde do campeonato (Championship record)  | Recorde da América    | Recorde da América (Americas)         | q                          | Classificado por melhor tempo (Qualified) |   |                                      |
| Melhor marca do ano   | Melhor marca do ano (World leading)          | Recorde asiático      | Recorde asiático (Asian)              | DNS                        | Não largou (Did not start)                |   |                                      |
| Recorde nacional      | Recorde nacional (National record)           | Recorde europeu       | Recorde europeu (European)            | DNF                        | Não terminou (Did not finish)             |   |                                      |
| Recorde pessoal       | Recorde pessoal do atleta (Personal best)    | Recorde da Oceania    | Recorde da Oceania (Oceania)          | DSQ / DQ                   | Desclassificado (Disqualified)            |   |                                      |
| Recorde da temporada  | Recorde da temporada do atleta (Season best) | Recorde sul-americano | Recorde sul-americano (South America) | NM                         | Sem marca (No mark)                       |   |                                      |